# Erik Palmqvist
Erik Palmqvist, född i början av 1650-talet, död troligen 1676, var en svensk militär och tecknare (konstnär). Han var son till Gustaf Palmqvist, bror till Johan och Magnus Palmqvist samt far till Fredric Palmqvist.
Palmqvist blev 1670 konduktör och 1673 kapten vid fortifikationen i Riga samt beordrades sistnämnda år att som ett slags militärattaché åtfölja den beskickning, som under greve Gustaf Oxenstiernas ledning i augusti samma år avfärdades till Moskva. Under vistelsen i Ryssland skaffade Palmqvist sig dels hemligen, dels genom mutor kunskap om åtskilliga i militäriskt avseende viktiga platser samt avtecknade dem. Hans ritstift återgav även ett antal bilder av mer kulturhistoriskt intresse, som slott samt kloster- och kyrkobyggnader, uniformer, vapen och fanor. Efter hemkomsten, i juni 1674, överlämnade han till kungen frukten av sitt arbete, Observationer öfver Ryssland, 28 blad bilder och kartor i stor folio, utförda somliga i sepia, andra i klara vattenfärger, alla utmärkta av en synnerligen högt uppdriven färdighet. Arbetet, som är av mycket stor betydelse för Rysslands kulturhistoria, förvaras i Riksarkivet i Stockholm. I juni 1675 fick Palmqvist fullmakt som generalkvartermästarlöjtnant och uppgjorde dess desseiner till befästningar vid Karlshamn och på Frijsholmen och påbörjade deras utförande, men verken på Frijsholmen var inte färdiga, trots att de var besatta och bestyckade, då danska flottan under Rodsten i oktober 1676 intog dem. Palmqvist sägs i augusti samma år, "hafvandes velat resa från Carlshamn hit till Calmar", ha blivit tillfångatagen av danskarna. 
Av Palmqvists ovannämnda teckningar publicerades fem i Viskovatovs Historiska beskrifning om ryska truppers klädedräkt och beväpning (1840), fem andra offentliggjordes i sammanhang med Theodor Westrins artikel "Bilder från 1600-talets Ryssland" i "Ny illustrerad tidning" 1881 (översättning i Moskovskija vjedomosti samma år, i Ministeriets för folkupplysningen journal samma år, i Istoritjeskij vjestnik, samma år, i Sergej Sjubinskijs Skisser ur det förflutnas lif och händelser, 1888), fyra av Viskovatovs och två av "Ny illustrerad tidnings" bilder återgavs i Brückners Peter I:s historia, och 1898 utgavs (i endast 75 exemplar) Palmqvists arbete fullständigt av K. Sandgren och Axel Lagrelius, huvudsakligen i ljustryck, till en mindre del i fotolitografi (två exemplar i originalets färger överlämnades till Oskar II och Nikolaus II). En grundlig redogörelse för och kritik av Palmqvists verk, "Izvjestia Palmkvista o Rossij", skrevs av Jurij Gauthier i Arkeologiska samfundets i Moskva tidskrift (1899; referat i Historisk tidskrift, XIX, samma år), varjämte det gav anledning till specialavhandlingar av M.N. Rubtsov och J.K. Lindeman (Tver 1905). Gustav III begagnade Palmqvists "Observationer" vid utarbetandet av teaterstycket "Natalia Narischkin".